# Лоренц, Макс (футболист)
Макс Ло́ренц (нем. Max Lorenz; род. 19 августа 1939, Бремен) — западногерманский футболист, играл на позиции полузащитника. Провёл 19 матчей за сборную ФРГ, в её составе становился серебряным призёром чемпионата мира 1966 года и бронзовым призёром чемпионата мира 1970 года.

## Карьера
Стал игроком «Вердера» перед началом сезона-1960/61. Выиграл с бременцами кубок ФРГ 1961 года. Играл в розыгрыше Кубка обладателей кубков 1961/62, провёл все 4 матча против «Орхуса» и «Атлетико Мадрид». После создания западногерманской Бундеслиги выиграл с «Вердером» чемпионат ФРГ-1964/65. В розыгрыше кубка европейских чемпионов-1965/66 провёл 4 матча.
В составе первой сборной ФРГ дебютировал 24 апреля 1965 года во встрече отборочного турнира чемпионата мира-1966 со сборной Кипра в Карлсруэ (5:0). Входил в заявку сборной на финальный турнир, но на поле не выходил. Принимал участие в двух исторических победах сборной ФРГ 1968 года над командами Англии (1:0 в Ганновере 1 июня) и Бразилии (2:1 в Штутгарте 16 июня). В матче отборочного турнира ЧМ-1970, снова против сборной Кипра 21 мая 1969 года поучаствовал в крупной победе 12:0, забив свой первый и единственный гол за сборную. Войдя в заявку сборной страны на финальный турнир чемпионата мира 1970 года, 20 июня сыграл в матче за 3-е место против сборной Уругвая (1:0), заменив после перерыва Карла-Хайнца Шнеллингера. Эта встреча стала для Лоренца последней игрой за сборную команду.

## Статистика по сезонам в Бундеслиге
| Сезон     | Команды                 | Матчи | Голы |
| --------- | ----------------------- | ----- | ---- |
| 1963/64   | «Вердер»                | 30    | 0    |
| 1964/65   | «Вердер»                | 27    | 2    |
| 1965/66   | «Вердер»                | 31    | 4    |
| 1966/67   | «Вердер»                | 21    | 3    |
| 1967/68   | «Вердер»                | 33    | 4    |
| 1968/69   | «Вердер»                | 34    | 2    |
| 1969/70   | «Айнтрахт» (Брауншвейг) | 33    | 1    |
| 1970/71   | «Айнтрахт» (Брауншвейг) | 24    | 0    |
| 1971/72   | «Айнтрахт» (Брауншвейг) | 14    | 1    |
| 1963—1972 | Итого                   | 247   | 17   |